# Бербанк (Калифорнија)
Бербанк (енгл. Burbank) град је у америчкој савезној држави Калифорнија. По попису становништва из 2020. у њему је живело 107.337 становника.

## Демографија
Према попису становништва из 2010. у граду је живело 103.340 становника, што је 3.024 (3,0%) становника више него 2000. године.
|                   | 2010.            | 2000.            |
| Укупно            | 103 340 (100,0%) | 100 316 (100,0%) |
| Белци             | 60 265 (58,32%)  | 59 590 (59,40%)  |
| Хиспаноамериканци | 25 310 (24,49%)  | 24 953 (24,87%)  |
| Азијати           | 12 007 (11,62%)  | 9 181 (9,152%)   |
| Остали            | 3 158 (3,056%)   | 4 526 (4,512%)   |
| Афроамериканци    | 2 600 (2,516%)   | 2 066 (2,059%)   |

## Партнерски градови
- Патерна
- Инчон
- Ота
- Solna Municipality
- Габороне